# Pardosa partita
Pardosa partita este o specie de păianjeni din genul Pardosa, familia Lycosidae, descrisă de Simon, 1885. Conform Catalogue of Life specia Pardosa partita nu are subspecii cunoscute.